# Peter Seidel

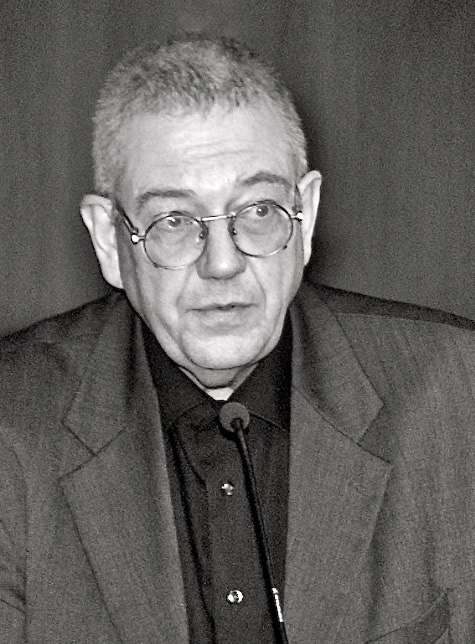

Peter Seidel (* 1951) ist ein deutscher Fotograf.

## Leben
Die ersten Jahre seines Lebens verbrachte er in Marburg, bevor die Familie nach Frankfurt am Main umzog. Nach dem Abitur studierte er hier Germanistik, Anglistik und Filmgeschichte. Das Studium finanzierte er mit einer Reihe von Aushilfsjobs. 1973/1974 war Peter Seidel Mitgründer und Namensgeber des Druckladens, einem Druckerkollektiv in Frankfurt. Hier wurden u. a. der ID – Informationsdienst zur Verbreitung unterbliebener Nachrichten und Pflasterstrand (Hrsg.: Daniel Cohn-Bendit) hergestellt. Im Alter von 14 Jahren erhielt er von seinen Eltern eine Kamera. In der Folge befasste er sich autodidaktisch mit Lichttechnik und der Praxis von Handabzügen im Fotolabor. 1979 wurde Seidel Assistent bei Horst Wackerbarth. 1982 machte er sich als Fotograf selbständig.
Von 1982 bis 1985 war er fester freier Mitarbeiter im Fotostudio des Historischen Museum Frankfurt am Main und als Fotograf an der Gestaltung von Ausstellungen und Katalogen beteiligt. In dieser Zeit befasste er sich schwerpunktmäßig mit Architekturfotografie. Von 1987 bis 1993 arbeitete er intensiv mit dem Hochbauamt der Stadt Frankfurt zusammen und dokumentierte Bauprojekte der Stadt. 2008 wurde er in die Deutsche Gesellschaft für Photographie (DGPh) berufen, deren ordentliches Mitglied er bis 2015 blieb.
Seine Fotografien befinden sich in zahlreichen öffentlichen und Privatsammlungen.

## Projekte
Hessen – Denkmäler der Industrie und Technik, 1979–1986, eine Dokumentation von Industriedenkmälern, entstand durch Seidels Initiative. Erstes Projekt war 1979 eine Dokumentationsserie in den Backsteingewölben des Alten Klärwerks. Daraus entwickelte sich ein grundlegendes Interesse an der Architektur von Industriebauten. Er begann eine eigene Datenerhebung und nahm zu diesem Zweck Kontakt u. a. zu Firmenarchiven auf. Über den Architekten Günter Behnisch ergab sich die enge Zusammenarbeit mit Rolf Höhmann, einem Spezialisten für die Geschichte von Industriebauten.
Die Fotodokumentationen wurden von 1986 bis 1989 in folgenden Museen und Ausstellungshallen gezeigt: Stadtmuseum Rüsselsheim, Deutsches Architekturmuseum (Frankfurt), Wetterau-Museum Friedberg, Museum Wiesbaden, Schloss Philippsruhe (Hanau), Stadtmuseum Kassel, Hessisches Ministerium für Wissenschaft und Kunst Wiesbaden.
Unterwelten – Orte im Verborgenen, 1987–1993 entstand in der Folge des Industriedenkmäler-Projekts. Zunächst auf Frankfurt begrenzt, erweiterte er die Fotodokumentation von künstlich geschaffenen Räumen unterhalb der Alltagsoberfläche auf Westdeutschland und auf die Bundesrepublik.
Bei seiner Arbeit setzte er die Mittelformatkamera Plaubel Proshift 69W ein und fotografierte Banktresore, Trinkwasseranlagen, Kultstätten, Bunker von NATO und NVA bis hin zu unterirdischen Fabriken von Konzentrationslagern.
Die Fotodokumentationen wurden nach der Vernissage 1993 im Alten Abwasserklärwerk in Frankfurt am Main von 1993 bis 2001 an folgenden Orten gezeigt:
Kusnetzky Most Gallery Moskau, Palais Palffy (Wien), Kommunale Galerie Wilmersdorf Berlin, Orpheum Graz, Städtisches Museum Schleswig, Kunsthal Rotterdam, Zhong Shan Bibliothek (Guangzhou), Kreismuseum Wewelsburg Büren, Centrum Cultury Krakau.
Oben – Hochhäuser und Türme der Stadt Frankfurt am Main, 1993–1999 ist eine Fotoserie von Hochhäusern, die mit einer Großbildkamera auf 13x18-cm-Diapositiven aufgenommen wurden, Seidel bezeichnet sie als „Himmelsanker“.
Ausstellung von 1999 bis 2008: Rat für Formgebung Messe Frankfurt, Europäisches Parlament (Straßburg), Westhafen Tower, Nacht der Museen Frankfurt am Main, Technisches Rathaus Frankfurt am Main, Synagoge Kitzingen.
Ganz rein – Jüdische Ritualbäder, 1987–2011 dokumentiert jüdische Ritualbäder von der Antike bis zur Neuzeit in Deutschland, Österreich, Frankreich, Italien, Spanien, innerhalb der Grenzen des damaligen Westeuropa. Auch dieses Projekt hat seine Anfänge in der Nachbarschaftsarchäologie. Mitten in Friedberg/Hessen befindet sich ein im Jahr 1260 senkrecht in den Felsen getriebener Schacht mit Spitzbögen und ornamentierten Kapitellen, dessen Mauern ein Grundwasserbecken von bis zu sieben Metern Tiefe umfassen. Derartige Tauchbäder nennt das Hebräische Mikwe oder Mikvaoth, was soviel heißt wie zusammenfließen.
Ausstellung von 1957 bis 2019: Center for Photography Woodstock New York, Museum am Judenplatz Wien, Jüdisches Museum Vorarlberg Hohenems, Jüdisches Museum Franken Fürth, Museum Judengasse (Frankfurt am Main), Alte Synagoge Erfurt, Museum der Badekultur (Zülpich), Museum Andernach, Stadtmuseum Crailsheim, Museu d'historia dels Jueus Girona, Ehemalige Synagoge Worms, Zentrum Baukultur Mainz, Museum SchPIRA (Speyer), Jüdisches Museum Augsburg, ehemalige Synagoge Kriegshaber, Ehemalige Synagoge Kitzingen, Jüdisches Museum Gailingen.
Venezia black and light, 2006 – 2018. Bilder von Venedig, im vertikalen Panoramaformat analog mit Linhof 612PC. Ausstellung 2018 im Palazzo Contarini Polignac in Venedig.

## Publikationen
Peter Seidel war als Fotograf an zahlreichen Publikationen über Ausstellungen, Sammlungen, sowie über Design und Architektur, insbesondere über Städte und Stadtlandschaften, beteiligt.
- Unterwelten : Orte im Verborgenen. Texte: Manfred Sack, Klaus Klemp. Wasmuth, Tübingen/Berlin 1993, ISBN 978-3-8030-2808-2.
- Oben. Frankfurt am Main. Türme der Stadt. Text von Klaus Klemp. Wasmuth, Tübingen/Berlin 1999, ISBN 3-8030-0185-4.

Schriftenreihe des Hochbauamtes der Stadt Frankfurt am Main
- Jüdisches Museum. Redaktion Roland Burgard, Design Brigitte und Hans-Peter Willberg, Preis der Stiftung Buchkunst. Frankfurt 1988.
- Museum für Vor- und Frühgeschichte. Redaktion Roland Burgard, Karin Nieswandt. 1989, ISSN 0175-3045.
- Palmengarten Villa Leonhardi. Frankfurt 1990.
- Museum für Vor- und Frühgeschichte. Redaktion Roland Burgard, Karin Nieswandt. 1989, ISSN 0175-3045.
- Liebieghaus - Museum alter Plastik. Redaktion Roland Burgard, Karin Nieswandt. 1991, ISSN 0175-3045.
- Ikonen-Museum. Roland Burgard, Robert Sommer. 1991, ISSN 0175-3045.
- Museum für Moderne Kunst. Redaktion Roland Burgard, Karin Nieswandt, Achim Gaiser. 1991, ISSN 0175-3045.
- Frankfurter Architektur 90 Sommer. Redaktion Roland Burgard, Karin Nieswandt. Frankfurt 1992.
- Gedenkstätte Neuer Börneplatz Frankfurt am Main. 1996, ISSN 1431-3758.